# Dalton-terv
A Dalton-terv egy oktatási koncepció, melyet Helen Parkhurst alakított ki a 20. század elején. Nagy oktatási gondolkodók (köztük John Dewey, Maria Montessori) inspirálták e reformiskolai koncepciót, hiszen Parkhurst náluk (is) tanult és gyakorolt. 1920-ban a Massachusetts állambeli Dalton városban a Senior High School felső tagozata számára vezették be először, innen a név: Dalton Plan, magyarul Dalton-terv, ezen a néven vonult be a neveléstörténeti szakirodalomba.

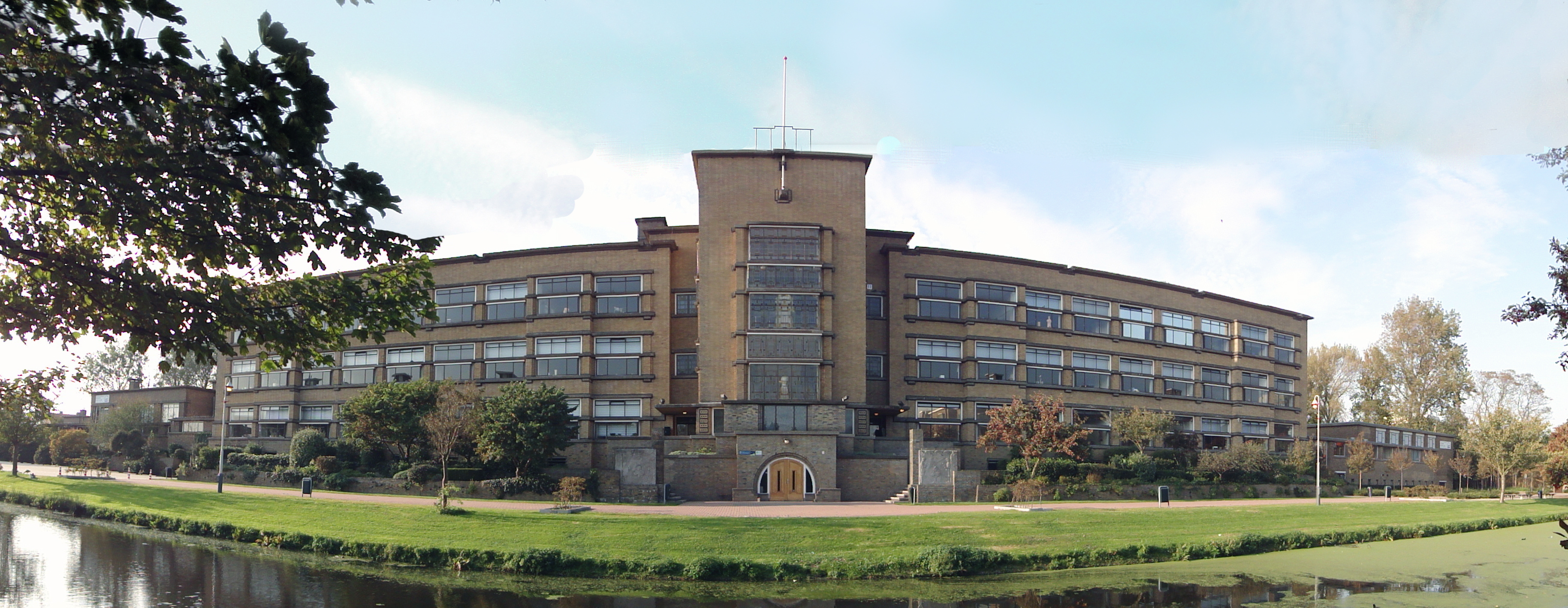
Dalton Főiskola (Hága)

## A modellről
Az iskolai munka szervezésének ezen új modellje megszüntette a gyermekek zárt osztály-szerkezetét, s az ehhez kötődő osztálymunkát. Szakkabineteket (subject room, laboratory) alakítottak ki a matematika, a földrajz, a természettudományok, a történelem, stb. számára, s berendezték azokat a szükséges eszközökkel (könyvek, térképek, képek, kísérleti eszközök).
Az oktatási folyamat a tanulók érdeklődéséhez és egyéni fejlődési lehetőségeihez, haladási üteméhez igazodott. A gyerekek minden egyes tárgyból feladatlapot kaptak, melyen szerepelt az elvégzendő feladat és annak várható időtartama.
A gyerekek megállapodtak a tanárral az elvégzendő feladatot illetően. Önállóan végezték munkájukat, természetesen a fent említett eszközök igénybevételével. Közben a szakkabinet tanárától és egymástól is segítséget kérhettek. A feladat elvégzése után vizsgázhattak, s újabb feladatot vállalhattak. A tanulók teljesítményeiket folyamatosan ellenőrizhették tanulmányi táblázatuk (the pupils' contract graph) alapján.
Főleg a délelőttök voltak önálló munkára szánva, délutánonként csoportos foglalkozásokat tartottak a tehetség tárgyak mentén (testedzés, zene, rajz, kézműves munka) vagy önkormányzati tevékenységet végeztek.
Napjainkban is számos Dalton-iskola működik világszerte, gyakran más vagy újabb reformpedagógiai koncepciókkal ötvözve. A Dalton-iskolák nemzetközi szervezetbe tömörültek, konferenciákat tartanak. A nemzetközi szervezetnek számos ország tagja: Ausztrália, Ausztria, Csehország, Hollandia, Japán, Kína, Lengyelország, Magyarország, Németország, Oroszország, Szenegál, Spanyolország, Szlovákia A Dalton-tervet legszorosabban követő iskolák a következők: Dalton School New York; Dalton Tokió és Nagoya Dalton.

## A Dalton-terv időszerűsége Magyarországon
Magyarországon 2006 óta működik a Hungaro-Dalton Egyesület Győr székhellyel. Időszerűnek tartják a Dalton-terv modellel való oktatást, indokaik a következők:
„A Dalton-terv egy gyorsan fejlődő társadalom sikeres pedagógiai modellje. A mai magyar társadalomnak a korabeli amerikai társadalomhoz hasonló fejlődése e modell alkalmazását különösen időszerűvé teszi. A gazdaságban és a munka világában a tudás dinamikus fejlődésének kihívásaival szembesülünk. Ez a jövőben még tovább fokozódik. A ma Magyarországán - mint a hajdani Amerikában - a társadalom megfelelő képzettséget és kompetenciákat vár el az iskolából kilépőktől.
A demokrácia megtartása, további erősítése, valamint a szociális integráció fejlesztése az élet minden területen egyformán sürgős és fontos.
A hagyományos iskolákban gyakori probléma a fegyelmezés. Ez Dalton-pedagógiával többnyire kiküszöbölhető azáltal, hogy a tanulók aktívan részt vehetnek saját tanulási folyamatuk alakításában. Ezzel személyiségük is fejlődik, tanulásuk, saját életük szakértőjévé válnak.”

## Kapcsolódó szócikk
- Laboratóriumi brigádmódszer